# Acanthacaris caeca
Acanthacaris caeca är en kräftdjursart som först beskrevs av Alphonse Milne-Edwards 1881.  Acanthacaris caeca ingår i släktet Acanthacaris och familjen humrar. IUCN kategoriserar arten globalt som livskraftig. Inga underarter finns listade i Catalogue of Life.